# تيجانية

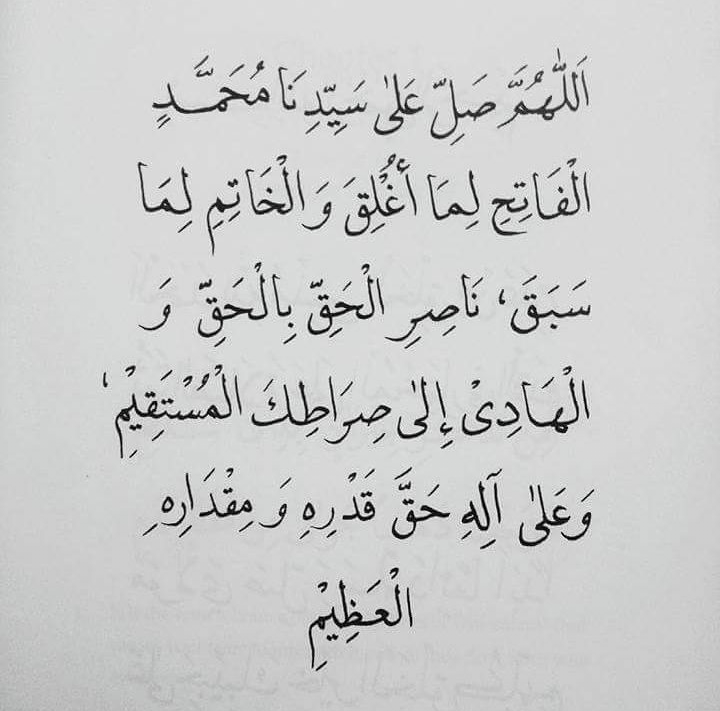
صورة توضّح نص صلاة الفاتح المنسوبة للإمام محمد بن أبي الحسن البكري، وهي من أشهر أوراد الطريقة التيجانية.

الطريقة التيجانية الأحمدية ، إحدى الطرق الصوفية، تنتسب إلى أبو العباس أحمد التيجاني واسمه الكامل أحمد بن محمد بن سالم التيجاني (1737-1815)م المتوفى في 1230 هـ، وقد بدأت هذه الطريقة في مدينة فاس المغربية حيث مقرها العام. ولد الشيخ سيدي احمد التجاني في عين ماضي بولاية الأغواط التي أجبر على مغادرتها بعد مداهمتها من قبل قوات باي وهران العثماني سنة 1787م وشد الرحال بعد ذلك إلى مدينة فاس بالمغرب الأقصى، حيث أسس أول زاوية وصار لها أتباع في شمال أفريقيا، مصر، فلسطين،الشام، الحجاز، السودان (دارفور)، موريتانيا ، السنغال ونيجيريا.

## مؤسس الطريقة
مؤسس الطريقة التجانية هو أبو العباس أحمد بن محمد بن المختار ابن أحمد بن محمد سالم التجاني، الذي ولد عام 1150 هـ الموافق لـ 1737م في قرية عين ماضي بولاية الأغواط في الجزائر، وحفظ القرآن الكريم كما درس العلوم الشرعية وارتحل متنقلا بين فاس، وتلمسان، وتونس، والقاهرة ومكة، والمدينة المنورة، وبغداد.
شد الرحال إلى مدينة فاس سنة 1171 هـ الموافق لـ 1758م، وبهذه المدينة كان أحمد التجاني يحضر مجالس العلم ويحاور كبار علماء المدينة، وإن كان اهتمامه انصب على الجانب الروحي أكثر من أي شيء آخر[بحاجة لمصدر], وقد التقى فيها بعبد الله بن محمد العربي بن أحمد بن عبد الله معن الأندلسي وتكلم معه في أمور ثم لما أراد أن يودعه دعا له بخير الدارين، وقبل افتراقهما قال له : الله يأخذ بيدك ثلاثاً.
والزاوية العامة للطريقة موجود في مدينة فاس التي ومنها انتشرت إلى عموم إفريقيا.